# Рогозинино (Ярославская область)
Рогози́нино — село в Переславском районе Ярославской области.

## История
В 1678 году село состояло за Васильем Сергеевичем Вышеславцевым. В это время уже значилась церковная пустовая земля Успенской церкви; таким образом, село было старинное.
В 1705 году вотчинник стольник Пётр Васильевич Вышеславцев на пустовой церковной земле построил деревянную церковь во имя святого Николая Чудотворца.
В 1776 году на средства помещика Емельяна Васильевича Кардовского начат постройкою каменный храм. Придел был окончен в 1781 году, а главный храм в 1783 году. Престолов в нём два: в холодном в честь Сретения Господня, в приделе тёплом во имя святого Николая Чудотворца.
В селе была церковно-приходская школа.
Церковь с. Рогозинино, закрылась в 30 годах 20 века, затем в ней была начальная школа, клуб сельский, потом здание передали совхозу «Рассвет», который использовал здание церкви под склад удобрений. Здание к началу 2000 годов по разным причинам пришло в негодность, особенно стены и крыша, росли кусты и деревья.
С весны 2010 года, по инициативе братьев Старостиных, родившихся в этом селе, при поддержке Благочинного отца Александра, благословения архимандрита мужского Никитского монастыря Димитрия, началось восстановление церкви. Сначала, Соколов Александр со своей строительной бригадой, спилили старые деревья, провели планировку, затем, на тачках вывезли и разбросали примерно вагон удобрений на ближайшие поля. Старостины купили вагончик, строительные материалы и монастырские трудники приступили к восстановлению стен, заливки центрального купола, восстановлению крыши. Восстановление проходило медленно по разным причинам, но в настоящее время проходят редкие службы. Работ внутри церкви еще много…
Село входило в колхоз имени Сталина, затем в совхоз «Рассвет».

## Население
| 1859 | 1905 |
| ---- | ---- |
| 154  | 143  |

| 1859 | 1905 | 1926 | 2007 | 2010 |
| ---- | ---- | ---- | ---- | ---- |
| 154  | ↘143 | ↗168 | ↘18  | ↘16  |

## Интересные факты
- Село иногда называют «Рогозино», это грубая ошибка[3].
- В деревне Осурово из Рогозининского прихода родился Д. Н. Кардовский.